# Angelo Rossitto
Pour les articles homonymes, voir Rossitto.

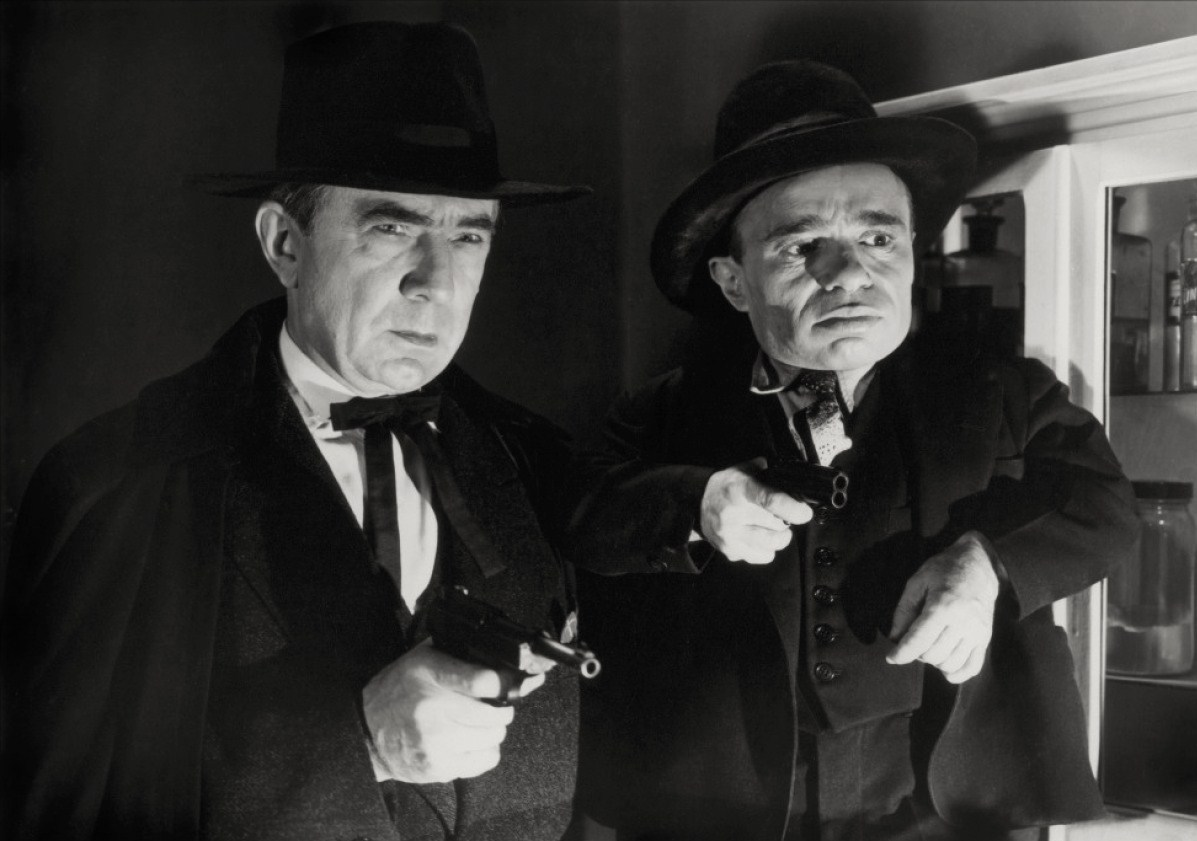
Avec Béla Lugosi (à g.), dans Scared to Death
(1947, photo promotionnelle)

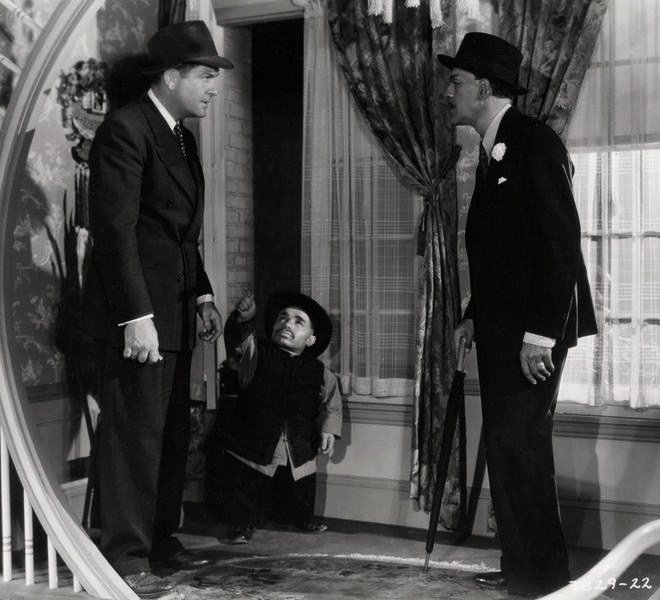
De g. à d. : Grant Withers, Angelo Rossitto et
Boris Karloff, dans Mr. Wong in Chinatown (1939)

Angelo Rossitto est un acteur américain, né le 18 février 1908 à Omaha (Nebraska), mort le 21 septembre 1991 à Los Angeles (Californie).

## Biographie
Atteint de nanisme, Angelo Rossitto (d'ascendance italienne) est repéré par John Barrymore, aux côtés duquel il débute au cinéma dans le film muet The Beloved Rogue d'Alan Crosland, sorti en 1927. Il contribue à soixante-deux autres films américains (dont encore deux films muets) ou coproductions, le dernier sorti en 1987, comme second rôle de caractère ou dans des petits rôles non crédités.
Mentionnons La Monstrueuse Parade de Tod Browning (1932, avec Wallace Ford et Leila Hyams), Le Voleur de cadavres de Wallace Fox (1942) et Scared to Death de Christy Cabanne (1947) — tous deux avec Béla Lugosi —, Milliardaire pour un jour de Frank Capra (1961, avec Glenn Ford et Bette Davis), ou encore Mad Max : Au-delà du dôme du tonnerre de George Miller et George Ogilvie (son avant-dernier film, 1985, avec Mel Gibson et Tina Turner) dans son dernier grand rôle, Maître.
Pour la télévision, entre 1951 et 1985, Angelo Rossitto apparaît dans vingt-et-une séries, dont l'intégrale d’H.R. Pufnstuf (dix-sept épisodes, 1969-1970) et Baretta (quatorze épisodes, 1975-1977). Il collabore aussi à deux téléfilms, diffusés respectivement en 1958 et 1971.

## Filmographie partielle

### Au cinéma
- 1927 : Old San Francisco d'Alan Crosland
- 1927 : L'Étrange Aventure du vagabond poète (The Beloved Rogue) d'Alan Crosland : Beppo
- 1928 : While the City Sleeps de Jack Conway : Un membre du gang de Skeeter
- 1929 : L'Île mystérieuse (The Mysterious Island) de Lucien Hubbard : Une créature sous-marine
- 1929 : Seven Footprints to Satan de Benjamin Christensen : Le nain
- 1931 : The Phantom of Paris de John S. Robertson : Un prisonnier
- 1932 : Le Signe de la croix (The Sign of the Cross) de Cecil B. DeMille : Le pygmée empalé
- 1932 : La Monstrueuse Parade (Freaks) de Tod Browning : Angeleno
- 1933 : Carnival Lady d'Howard Higgin : Le nain
- 1934 : Un jour une bergère (Babes in Toyland) de Gus Meins et Charley Rogers : Elmer
- 1935 : Le Songe d'une nuit d'été (A Midsummer Night's Dream) de William Dieterle et Max Reinhardt : Un gnome
- 1939 : Mr. Wong in Chinatown de William Nigh : Le nain muet
- 1940 : La Malédiction (Doomed to Die) de William Nigh : Un vendeur de journaux
- 1941 : Hellzapoppin d'H. C. Potter : Un petit diable
- 1941 : Spooks Run Wild de Phil Rosen : Luigi
- 1942 : Le Voleur de cadavres (The Corpse Vanishes) de Wallace Fox : Toby
- 1944 : La Femme aux araignées (Spider Woman) de Roy William Neill : Obongo
- 1944 : Les Nuits ensorcelées (Lady in the Dark) de Mitchell Leisen : Bunny
- 1947 : Scared to Death de Christy Cabanne : Indigo
- 1947 : Oh quel mercredi ! (The Sin of Harold Diddlebock) de Preston Sturges : Le nain
- 1949 : Samson et Dalila (Samson and Delilah) de Cecil B. DeMille : Le nain dans l'arène
- 1950 : Le Baron de l’Arizona (The Baron of Arizona) de Samuel Fuller : Angie
- 1952 : Sous le plus grand chapiteau du monde (The Greatest Show on Earth) de Cecil B. DeMille : Le nain
- 1953 : Mesa of Lost Women (en) de Ron Ormond (en) et Herbert Tevos : L'assistant de laboratoire
- 1955 : Dementia de John Parker : Le vendeur de journaux
- 1956 : Carousel d'Henry King : Le nain
- 1957 : Invasion of the Saucer Men d'Edward L. Cahn : Un extra-terrestre
- 1957 : L'Histoire de l'humanité (The Story of Manking) d'Irwin Allen : Le nain à la cour de Néron
- 1959 : Le Bagarreur solitaire (The Wild and the Innocent) de Jack Sher : Le nain
- 1961 : Milliardaire pour un jour (Pocketful of Miracles) de Frank Capra : Angie
- 1962 : L'Épée enchantée (The Magic Sword) de Bert I. Gordon : Le deuxième nain
- 1962 : Les Amours enchantées ou Le Monde merveilleux des frères Grimm (The Wonderful World of the Brothers Grimm) d'Henry Levin et George Pal : Le nain
- 1967 : L'Extravagant Docteur Dolittle (Doctor Dolittle) de Richard Fleischer : Le nain
- 1970 : Alex in Wonderland de Paul Mazursky : Le premier nain avec Fellini
- 1971 : Dracula contre Frankenstein (Dracula vs. Frankenstein) d'Al Adamson : Grazbo
- 1975 : I Wonder Who's Killing Her Now? de Steven Hilliard Stern : Le petit pianiste / Le vendeur de journaux
- 1980 : Galaxina de William Sachs : Le monstre sorti de l'œuf
- 1981 : Le Convoi des casseurs (Smokey Bites the Dust) de Charles B. Griffith : Le réceptionniste
- 1983 : La Foire des ténèbres (Something Wicked This Way Comes) de Jack Clayton : Le premier nain
- 1985 : Mad Max : Au-delà du dôme du tonnerre (Mad Max : Beyond Thunderdome) de George Miller et George Ogilvie : Master
- 1987 : Nuits sanglantes (The Offspring) de Jeff Burr : Le rétameur

### À la télévision
(séries, sauf mention contraire) 
- 1954 : Les Aventures de Superman (Adventures of Superman)
  - Saison 2, épisode 18 Semi-Private Eye : Le nain
- 1958 : The Adventures of Superpup, téléfilm de Cal Howard : Terry Bite
- 1964 : Le Fugitif (The Fugitive), première série
  - Saison 1, épisode 19 À la recherche d'un fantôme (Search in a Windy City) de Jerry Hopper : Le cireur de chaussures
- 1965 : Gunsmoke ou Police des plaines (Gunsmoke ou Marshal Dillon)
  - Saison 10, épisode 20 Circus Trick de William F. Claxton : Billy
- 1965 : Le Proscrit (Branded)
  - Saison 2, épisode 11 The Greatest Coward on Earth de Lee H. Katzin : Le nain au stand de tir
- 1967 : Des agents très spéciaux (The Man from U.N.C.L.E.)
  - Saison 3, épisode 22 La Danseuse hawaïenne (The Hula Doll Affair) : Le vendeur de crayons aveugle
- 1969-1970 : H.R. Pufnstuf
  - Saison unique, 17 épisodes (intégrale) : Clang
- 1971 : Le Retour du tueur (Mongo's Back in Town), téléfilm de Marvin J. Chomsky : Trembles
- 1973 : Kung Fu
  - Saison 1, épisode 15 Le Troisième Homme (The Third Man) de Charles S. Dubin : Angelo
- 1975-1977 : Baretta
  - Saisons 2, 3 et 4, 14 épisodes : Little Moe
- 1980 : L'Incroyable Hulk (The Incredible Hulk)
  - Saison 3, épisode 14 Miroir de l'âme (Sideshow) : Tom Pouce
- 1985 : Histoires fantastiques (Amazing Stories)
  - Saison 1, épisode 7 Programme spatial (Fine Tuning) de Bob Balaban : Le septième vaudevillien